# Eustomias tomentosis
Eustomias tomentosis és una espècie de peix de la família dels estòmids i de l'ordre dels estomiformes.

## Hàbitat
És un peix marí i d'aigües profundes que viu entre 125-730 m de fondària.

## Distribució geogràfica
Es troba a les Hawaii.